# Palais de San Telmo
Pour les articles homonymes, voir San Telmo et Saint-Elme.

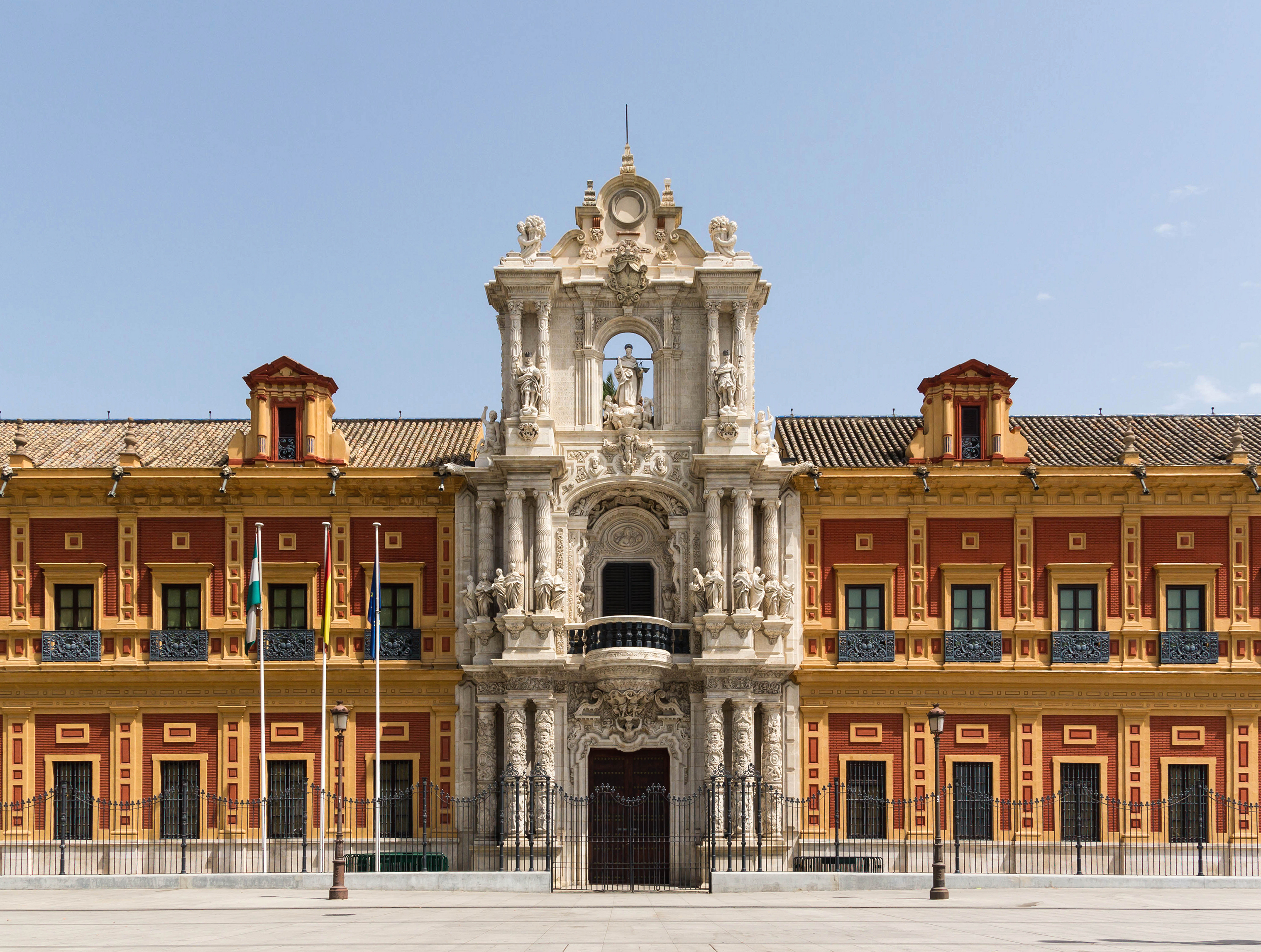
Façade principale.

Le palais de San Telmo (en espagnol : Palacio de San Telmo) est un monument public bâti à compter de 1682 à Séville, en Andalousie (Espagne). Il abrite aujourd'hui le siège de la présidence de la Junte d'Andalousie, le gouvernement autonome andalou. Il porte le nom de saint Elme, patron des marins, et est considéré comme l'un des exemples les plus achevés du baroque sévillan.

## Histoire
La construction du palais commence en 1682, sous la direction de l'architecte Leonardo de Figueroa. Le bâtiment est implanté sur un terrain appartenant au tribunal de l'Inquisition, situé hors-les-murs, non loin du Guadalquivir. Il est conçu à l'origine pour accueillir le siège du collège-séminaire des marins (Colegio Seminario de Mareantes). On y accueillait et formait alors les orphelins des marins, quand Séville était encore au cœur du commerce entre l'Espagne et son empire. La façade est achevée en 1734. En 1841, le collège-séminaire est transféré à Málaga et le palais abrite alors le Collège militaire naval où l'enseignement est dispensé jusqu'en 1847.
En 1849, cette grandiose construction est acquise par le duc de Montpensier, beau-frère d'Isabelle II, qui en fait sa résidence. À sa mort en 1897, sa femme l'infante Marie Louise d'Orléans, cède le bâtiment à l'archidiocèse de Séville, dans le but d'en faire un séminaire, et fait don de la majeure partie des immenses jardins à la municipalité. Ces jardins sont convertis en un espace public, connu aujourd'hui comme le parc de María Luisa.
En 1989, l'archidiocèse de Séville cède la propriété du palais et de ses jardins à la Junte d'Andalousie, qui y installe le siège de la Présidence du gouvernement autonome. C'est en 1991 que commencent les travaux de réhabilitation afin de pouvoir accueillir les nouvelles institutions. De nouveaux travaux ont repris en 2005 sous la direction de l'architecte sévillan Guillermo Vázquez Consuegra, pour permettre une restauration de la structure interne de l'édifice, dénaturée par les interventions successives.

## Description
Le palais est situé dans le centre historique de Séville, hors du périmètre de l'ancienne enceinte défensive de la ville. Il fait face aux jardins de Cristina, et est entouré d'autres monuments prestigieux de la cité comme l'hôtel Alfonso XIII, l'université et divers pavillons de l'Exposition ibéro-américaine de 1929.
Il s'agit d'un des monuments les plus emblématiques de l'architecture baroque sévillane. Bâti sur un plan rectangulaire, il est doté de patios, de tours à chacun de ses angles, d'une chapelle, et de jardins, vestiges de l'immense parc originel, dont la majeure partie constitue aujourd'hui le parc Marie-Louise.
La façade principale est ordonnée d'une façon assez rigide, rappelant le style herrerien. Très longue, construite en brique rougeâtre, elle est dotée sur deux étages d'une succession de fenêtres (des ferronneries viennent égayer le deuxième niveau), encadrées par des pilastres d'une exécution assez simple. Chaque niveau est surmontée d'une frise à motifs géométriques. Le toit à deux versants est scandé par une série de lucarnes.

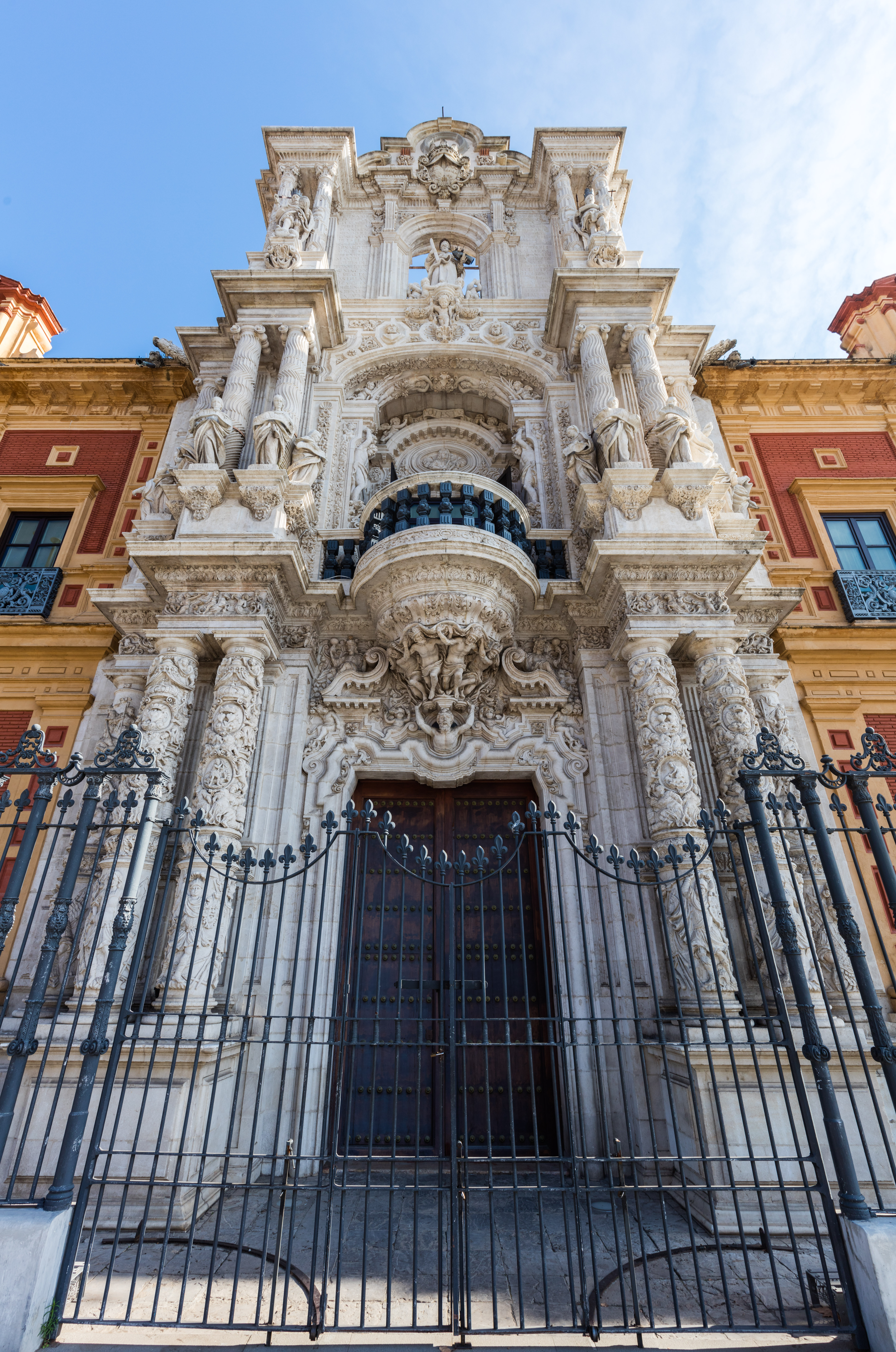
Le portail baroque

La façade est ornée d'un splendide portail baroque, de style churrigueresque, construit par Matías et Antonio Matías, respectivement fils et petit-fils de Léonard de Figueroa. Ce portail est structuré verticalement en trois niveaux. Au premier niveau se trouve la porte, entourée de colonnes finement sculptées. Le second niveau est occupé par un balcon central, qui s'ouvre par un arc en anse de panier. Les piédroits sont ornées d'atlantes aux traits indiens. De part et d'autre du balcon ont été installées six représentations féminines allégoriques représentant les disciplines des arts de la navigation, qui étaient enseignées au collège-séminaire. Enfin, le troisième niveau est dominé par la statue de saint Elme, flanquée de statues des patrons de la capitale andalouse, saint Ferdinand et saint Herménégilde.
La façade donnant sur la rue de Palos de la Frontera est, quant à elle, décorée de statues du sculpteur Antonio Susillo, représentant les Douze Sévillans illustres Juan Martínez Montañés (sculpteur), Rodrigo Ponde de León (marquis de Cadix et capitaine général de la reconquête de Grenade), Diego Velázquez (peintre), Miguel Mañara (fondateur de l'hôpital de la Charité), Lope de Rueda (écrivain), Fernando de Herrera (poète), Luis Daoíz (héros militaire de la Guerre d'indépendance espagnole), Benito Arias Montano (humaniste), Bartolomé Esteban Murillo (peintre), Fernando Afán de Rivera (duc d'Alcalá, humaniste) et Bartolomé de Las Casas (religieux). Trois d'entre eux n'étaient pas natifs de Séville, mais étaient sévillans d'adoption : Arias Montano (de Fregenal de la Sierra), Rodrigo Ponce de León (de Cadix), et Juan Martínez Montañés (d'Alcalá la Real).
La chapelle, où trône la statue de Nuestra Señora del Buen Aire (exécutée au XVIIe siècle), est l'œuvre de Léonard de Figueroa. La décoration, d'un baroque exubérant, fut confiée à plusieurs artistes, dont Pedro Duque y Cornejo (sculpteur), Miguel de Quintana (tailleur de pierres), Domingo Martínez (peintre) et Juan Tomás Díaz (charpentier). Elle se compose d'une nef unique à la voûte en berceau, s'appuyant sur de solides piliers, flanqués de pilastres.